# Anneta Kyridu
Anneta Kyridu –en griego, Αννέτα Κυρίδου– (Atenas, 30 de octubre de 1998) es una deportista griega que compite en remo. Su hermana María compite en el mismo deporte.
Ganó una medalla de bronce en el Campeonato Europeo de Remo de 2020, en la prueba de scull individual.

## Palmarés internacional
| Campeonato Europeo | Campeonato Europeo | Campeonato Europeo | Campeonato Europeo |
| Año                | Lugar              | Medalla            | Prueba             |
| ------------------ | ------------------ | ------------------ | ------------------ |
| 2020               | Poznań (Polonia)   | Medalla de bronce  | Scull individual   |